# Silene asclepiadea
Silene asclepiadea är en nejlikväxtart som beskrevs av Adrien René Franchet. Silene asclepiadea ingår i släktet glimmar, och familjen nejlikväxter. Inga underarter finns listade i Catalogue of Life.